# Lothar Schneider (Ringer)
Lothar Schneider (* 3. Oktober 1939 in Dessau; † 15. März 2019 ebenda) war ein deutscher Ringer.

## Werdegang
Lothar Schneider wuchs in Dessau auf und begann dort mit dem Ringen. Nachdem er mehrere Male DDR-Jugendmeister (Spartakiadesieger) im Ringen geworden war, wurde er wegen seines Talents zum SC Lokomotive Leipzig delegiert, dessen Ringersektion 1963 an den SC Leipzig überging. Dort machte er schnelle Fortschritte und setzte sich 1964 in der innerdeutschen Qualifikation für die Olympischen Spiele im Federgewicht, griechisch-römischer Stil, durch. Bei den Olympischen Spielen, seinem ersten Start bei einer internationalen Meisterschaft, musste er zwar  noch Lehrgeld bezahlen, aber bereits ein Jahr später wurde er in Tampere/Finnland Dritter bei den Weltmeisterschaften. Ein hervorragender vierter Platz bei den Europameisterschaften 1966 in Essen rundete dieses gute Ergebnis ab. In den Folgejahren konnte er sich nicht mehr ganz so weit vorne platzieren, lieferte aber, gegen solche Weltklasseringer wie Simion Popescu, Branislav Martinović, Martti Laakso und Roman Rurua hervorragende Kämpfe.
1969 beendete er seine internationale Laufbahn und kehrte zum Dessauer Ringerclub zurück, wo er Sektionsleiter und Trainer wurde. 1995 wurde er 1. Vorsitzender des neu gegründeten 1. Dessauer Ringerclubs. Lothar Schneider war von Beruf Stahlgussformer, später Ingenieur für Eisenbahntechnik und zuletzt Berufsschullehrer.
Er starb im März 2019 nach schwerer Krankheit.

## Internationale Erfolge
(OS = Olympische Spiele, WM = Weltmeisterschaft, EM = Europameisterschaft, Federgewicht, damals bis 62 kg Körpergewicht, alle Wettkämpfe im griechisch-römischen Stil)
| Jahr | Platz | Wettbewerb                         | Gewichtsklasse | |
| 1964 | 2.    | Intern. Turnier in Gelenau/Erzgeb. | Leicht         | hinter Eckhard Schulz, DDR, vor Fleischer, DDR |
| 1964 | 15.   | OS in Tokio                        | Feder          | mit Unentschieden gegen Branislav Martinović, Jugoslawien und Dinko Petrow, Bulgarien und einer Niederlage gegen Kyösti Lehtonen, Finnland |
| 1965 | 2.    | "Dan-Kolew"-Turnier in Chaskowo    | Feder          | hinter Stojanow, Bulgarien u. vor Stoicho Kaltschew, Bulgarien |
| 1965 | 3.    | WM in Tampere                      | Feder          | mit Siegen über Poul Bengtsson, Dänemark, Taxarchis Paissios, Griechenland, Roger Mannhard, Frankreich, Clemens Hutter, Schweiz, einem Unentschieden gegen Jiří Švec, Tschechoslowakei, und einer Niederlage gegen Juri Grigorjew, Sowjetunion |
| 1966 | 4.    | EM in Essen                        | Feder          | mit Siegen über Stoio Kaltschew, Robert Sonie, Frankreich, Unentschieden gegen Simion Popescu, Rumänien, Paissios und Czeslaw Korzeń, Polen |
| 1967 | 11.   | EM in Minsk                        | Feder          | nach Niederlagen gegen Bernhard Knitter, Polen und Serzhik Agamow, Sowjetunion |
| 1967 | 10.   | WM in Bukarest                     | Feder          | nach Unentschieden gegen Martti Laakso, Finnland, Imre Baracsi, Ungarn und Czeslaw Korzeń |
| 1968 | 8.    | OS in Mexiko-Stadt                 | Feder          | mit Sieg über Leonard Dutz, Belgien, Unentschieden gegen Simion Popescu und Martti Laakso und einer Niederlage gegen Roman Rurua |

## DDR-Meisterschaften
Lothar Schneider wurde 1965, 1966 und 1968 DDR-Meister im Federgewicht, griechisch-römischer Stil.